# Tatort: Die Heilige
Die Heilige ist ein Fernsehfilm aus der Krimireihe Tatort. Der vom Bayerischen Rundfunk produzierte Beitrag wurde am 3. Oktober 2010 im Ersten Programm der ARD erstgesendet. Es ist der 55. Fall der Münchner Ermittler Batic und Leitmayr und die 774. Tatortfolge.

## Handlung
Der Gefangene Nic Schuster wird mit einer Überdosis Heroin in der Dusche seiner Arrestzelle tot aufgefunden. Kurz zuvor hatte er versucht, durch eine Geiselnahme seine Freilassung zu erpressen. Während Batic und Leitmayr gerade ermitteln, gelingt es Hassan Adub, einem weiteren Gefangenen, zu fliehen. Da er ein Drogendealer war, macht ihn das an Schusters Tod verdächtig. Bei der Flucht halfen ihm der Mitgefangene Charly Bause und die Vollzugsbeamtin Marie Hoflehner. Diese hat ein ausgesprochenes Helfersyndrom und kann nicht ertragen, wie die Menschen im Gefängnis systematisch zu Grunde gehen. Sie möchte, dass sie noch etwas aus ihrem Leben machen können. Um diese „Heilige“ im Strafvollzug nicht zu verlieren, hat Charly Bause dem Schuster das hochprozentige Heroin zugespielt, so dass er sich sicher war, dass ihn das umbringen würde. Da dieser von den Fluchtplänen Adubs wusste und er ohne dessen Schutzleistungen im Gefängnis um sein Leben fürchten musste, wollte er ebenfalls dort weg und hätte auch Marie Hoflehner verraten und damit alles kaputt gemacht.
Da Marie befürchtet, dass die Polizei ihr auf die Schliche kommt, begibt sie sich nach Hause. Dort ist entgegen der Absprache immer noch Hassan, der gar nicht nach Algerien zurück will.  Er schafft es auch nicht, ein neues Leben zu beginnen, sondern verfällt in die alten kriminellen Strukturen und tötet Alexis, einen seiner kriminellen Freunde, der daran schuld ist, dass er für 6 Jahre ins Gefängnis musste. Marie und Hassan streiten darüber, denn schließlich hat sie ihre Existenz aufs Spiel gesetzt, um ihm seinen Traum von einem freien Leben in seiner Heimat Algerien zu ermöglichen. Als er handgreiflich wird und sie sich bedroht fühlt, erschießt sie ihn.

## Rezeption

### Kritiken
Die Frankfurter Allgemeine Zeitung analysiert diese Tatortepisode aus der Sicht der Filmemacher. So befindet Swantje Karich:

„In jeder Sekunde des Films wäre jedem auch das genaue Gegenteil dessen zuzutrauen, was man zu sehen meint. Zeitsprünge vermischen die Perspektiven. Der Kameramann Hanno Lentz, die Cutterin Susanne Hartmann und der Regisseur haben für dieses Verwirrspiel einen sanften Schnitt mit vielen Überblendungen gewählt, der zulässt, in den Zeiten zu springen, zwischen Vergangenheit, Gegenwart und Zukunft, und trotzdem die Handlung konzentriert weiterzuführen, sich nicht zu verkünsteln.“

Auch TV Spielfilm fand den Teil Vom Feinsten. Kompliment nach München!
Die Zeitschrift Stern kommt dagegen zu einem recht negativen Urteil:

„Trotzdem ist ‚Die Heilige‘ nur ein mittelmäßiger Tatort. Zu vorhersehbar ist der Plot an vielen Stellen, zu überfrachtet die Handlung, zu bemüht viele Kommissarswitze. So fesselt vor allem das authentische Spiel von Sarnau. Dagegen bleiben die beiden Ermittler, die das Geschehen eigentlich vorantreiben sollten, leider oftmals so grau wie ihr Haupthaar.“

### Einschaltquoten
Die Erstausstrahlung von Die Heilige am 3. Oktober 2010 wurde in Deutschland von 8,00 Millionen Zuschauern gesehen und erreichte einen Marktanteil von 22,70 % für Das Erste.